# Worms (Computerspiel, 2007)
Worms ist ein 2007 erschienenes Artillery-Spiel von Team17 für Xbox 360, PlayStation 3 und iOS. Im September 2009 erschien die Fortsetzung Worms 2: Armageddon.

## Spielprinzip
Worms ist ein rundenbasiertes Artilleriespiel. Jeder Spieler steuert ein Team aus mehreren Würmern. Im Laufe des Spiels wählen die Spieler abwechselnd einen ihrer Würmer aus. Außerdem bietet das Spiel ein abwechslungsreiches Waffenarsenal. Das Spiel umfasst ein Tutorial, Einzelspieler-Herausforderungen und einen Multiplayer-Modus für bis zu vier Teams. Das Spiel bietet verschiedene Schwierigkeitsstufen an. Die Zeit, die zum Abschließen einer Herausforderung benötigt wird, wird gespeichert und die besten Zeiten werden auf einer Bestenliste angezeigt. Im Mehrspielermodus können bis zu vier Spieler online oder an einer Konsole mit- oder gegeneinander antreten.

## Veröffentlichung
Worms erschien am 7. März 2007 für die Xbox 360. Die PlayStation-3-Version wurde am 26. März 2009 in den Vereinigten Staaten veröffentlicht, am 9. April 2009 auch in Europa. Am 11. Juli 2009 erschien eine Portierung für iOS.

## Rezeption
Das Spiel füge sich gut in die sozialen Komponenten von Xbox Live ein. Es sei für Neulinge und Gelegenheitsspieler sehr geeignet. Das Spiel wurde jedoch inhaltlich stark beschnitten und auf 20 auswählbare Aktionen, 3 Hintergründe und ein hochdeutsches Sprachset reduziert, während etwa die Vorgänger noch zahlreiche lustige Akzente böten. Die Abwechslungsarmut ist der maximalen Downloadgröße von 50 MB auf Xbox Live Arcade geschuldet. Im Einzelspieler erwarten lediglich 20 uninspirierte Kämpfe gegen Bots. Auch auf der PlayStation 3 handele es sich um einen Spar-Ableger der Serie.